# Alan MacDiarmid
Alan Graham MacDiarmid (14.4.1927 – 7.2.2007) là nhà hóa học người New Zealand đã đoạt giải Nobel Hóa học năm 2000 chung với Hideki Shirakawa và Alan J. Heeger.

## Tiểu sử
Ông sinh tại Masterton, New Zealand trong một gia đình tương đối nghèo, có năm người con: ba con trai và hai con gái. Cuộc đại khủng hoảng khiến cho đời sống ở Masterton trở nên khó khăn, nên gia đình ông di chuyển về Lower Hutt, cách Wellington vài dặm đường. Khoảng năm 10 tuổi, người cha dạy ông môn hóa học từ một quyển sách giáo khoa cũ cùng các sách mượn ở thư viện. Sau đó ông vào học trường Hutt Valley High School rồi Đại học Victoria Wellington.

## Sự nghiệp
Năm 1943, MacDiarmid đậu kỳ thi nhập học Đại học New Zealand và kỳ thi Y học sơ bộ của trường. Sau đó ông nhận làm việc bán thời gian như người giúp việc trong phòng thí nghiệm hoặc người coi nhà ở Đại học Victoria Wellington, trong thời gian học. Ông đậu bằng cử nhân khoa học năm 1947. Ông được bổ nhiệm làm người chỉ dẫn thao tác trong các phòng thí nghiệm cho sinh viên chưa tốt nghiệp. Sau khi đậu bằng thạc sĩ hóa học ở cùng trường, ông làm phụ tá ở phân khoa hóa học. Chính tại đây năm 1949 ông đã có bài đăng trên báo khoa học Nature. Ông tốt nghiệp hạng danh dự năm 1951, và được cấp học bổng Fulbright sang Hoa Kỳ nghiên cứu ở Đại học Wisconsin–Madison. Ông chuyên về hóa vô cơ, đậu bằng thạc sĩ khoa học thứ hai năm 1952 và bằng tiến sĩ năm 1953. Sau đó ông đoạt được một học bổng Shell Graduate Scholarship, để sang Anh nghiên cứu tại trường Sidney Sussex College, Cambridge, nơi ông đậu bằng tiến sĩ thứ hai trong năm 1955.
MacDiarmid giảng dạy ở Trường Hóa học của Đại học St Andrews tại Scotland trong một năm. Sau đó ông về Mỹ dạy hóa học ở Đại học Pennsylvania, và trở thành giáo sư chính thức năm 1964. Ông đã giảng dạy và nghiên cứu hóa học ở trường này tổng cộng 45 năm. Trong 20 năm đầu ở đây, ông tập trung nghiên cứu vào hóa học silic. Ông được bổ nhiệm chức giáo sư Blanchard về hóa học năm 1988.
Năm 2002, MacDiarmid cũng tham gia giảng dạy ở Đại học Texas tại Dallas.

### Polymer dẫn điện
Công trình nghiên cứu nổi tiếng của ông là việc khám phá và phát triển polymer dẫn điện và các vật liệu nhựa dẻo dẫn điện. Ông hợp tác với Hideki Shirakawa nhà hóa học người Nhật và Alan J. Heeger nhà vật lý học người Mỹ trong việc nghiên cứu này. Cả ba nhà khoa hoa trên cùng được trao Giải Nobel Hóa học năm 2000 cho công trình nói trên.
Giải Nobel này được trao cho việc khám phá ra rằng chất nhựa dẻo có thể, sau một số biến cải, làm thành chất dẫn điện. Việc nghiên cứu đã mang lại nhiều ứng dụng thực hành quan trọng. Các nhựa dẻo dẫn điện có thể được dùng làm các chất chống tĩnh điện cho phim chụp ảnh và các cửa sổ 'thông minh' có thể loại trừ ánh sáng mặt trời. Các polyme bán dẫn đã được áp dụng trong các điốt phát sáng, các pin mặt trời và màn hiển thị trong điện thoại di động. Các phát triển tương lai trong điện tử học phân tử được dự đoán sẽ làm tăng đáng kể tốc độ và giảm kích thước của các máy vi tính.
MacDiarmid đã xuất bản trên 600 bài nghiên cứu khoa học và có 20 bằng sáng chế.

## Hoạt động khác
MacDiarmid cũng là người theo chủ nghĩa khỏa thân, và tự coi mình là người thờ mặt trời và người say mê lướt ván nước.

## Đời tư
Người vợ thứ nhất của MacDiarmid là Marian Mathieu, kết hôn với ông năm 1954, và từ trần năm 1990. Họ có bốn người con: Heather McConnell, Dawn Hazelett, Duncan MacDiarmid và Gail Williams, cùng 9 người cháu: Dr. Sean McConnell, Dr. Ryan McConnell, Rebecca McConnell, Clayton Hazelett, Wesley Hazelett, Langston MacDiarmid, Aubree Williams, Austin Williams và George Williams.
Người vợ thứ hai của MacDiarmid là Gayl Gentile, kết hôn với ông năm 2005.

## Từ trần
Lúc cuối đời, MacDiarmid ông bị "hội chứng loạn tủy sản" (myelodysplastic syndrome). Vào đầu tháng 2 năm 2007, ông định trở về New Zealand, nhưng bị ngã xuống cầu thang của nhà mình tại Drexel Hill, Pennsylvania, một vùng ngoại ô của thành phố Philadelphia. Ông qua đời ngày 7.2.2007, và được mai táng trong nghĩa trang Arlington Cemetery Co ở Drexel Hill, Pennsylvania.

## Giải thưởng và vinh dự
- Đại học Victoria Wellington đã tặng MacDiarmid bằng tiến sĩ danh dự năm 1999 và năm 2001 đã lập ra chức giáo sư Alan MacDiarmid về Hóa lý.[2] MacDiarmid Institute for Advanced Materials and Nanotechnology và tòa nhà Alan MacDiarmid, khai trương trong tháng 5 năm 2010, ở trường này được đặt theo tên ông.
- Giải Hóa học vật liệu năm 1999 của Hội Hóa học Hoa Kỳ.[13]
- Giải Nobel Hóa học năm 2000
- Huy chương Rutherford năm 2000 của Hội hoàng gia New Zealand.[2]
- Viện sĩ Viện Hàn lâm Khoa học quốc gia Hoa Kỳ từ năm 2002.
- Huân chương New Zealand năm 2002.[2]
- Giải hữu nghị của Trung quốc năm 2004.[14]
- Viện Alan G. MacDiarmid NanoTech ở Đại học Texas tại Dallas được đặt theo tên ông năm 2007 sau khi qua đời.
- Viện Alan G. MacDiarmid ở Đại học Jilin (đại học Cát Lâm) Trung Quốc được đặt theo tên ông năm 2001.

## Tác phẩm chọn lọc
- Chiang, C.K.; Druy, M.A.; Gau, S.C.; Heeger, A.J.; Louis, E.J.; MacDiarmid, A.G.; Park, Y.W.; Shirakawa, H., "Synthesis of Highly Conducting Films of Derivatives of Polyacetylene, (CH)x," J. Am. Chem. Soc., 100, 1013 (1978).
- Chiang, J.-C., and MacDiarmid, A.G., "Polyaniline': Protonic Acid Doping of the Emeraldine Form to the Metallic Regime," Synth. Met., 13, 193 (1986).
- MacDiarmid, A.G.; Chiang, J.-C.; Richter, A.F.; Epstein, A.J., "Polyaniline: A New Concept in Conducting Polymers," Synth. Met., 18, 285 (1987).
- MacDiarmid, A.G., Yang, L.S., Huang, W.-S., and Humphrey, B.D., "Polyaniline: Electrochemistry and Application to Rechargeable Batteries". Synth. Met., 18, 393 (1987).
- Kaner, R.B.; MacDiarmid, A.G., "Plastics That Conduct Electricity," Scientific American, 106 (February 1988).
- MacDiarmid, A.G.; Epstein, A.J., " 'Synthetic Metals': A Novel Role for Organic Polymers," Macromol. Chem., 51, 11 (1991).
- MacDiarmid, A.G.; Epstein, A.J., "Science and Technology of Conducting Polymers," in Frontiers of Polymer Research, P.N. Prasad and J.K. Nigam, Eds., Plenum Press, New York, 1991, p. 259.
- Wang, Z.H.; Li, C.; Scherr, E.M.; MacDiarmid, A.G.; Epstein, A.J., "Three Dimensionality of 'Metallic' States in Conducting Polymers: Polyaniline," Phys. Rev. Lett., 66, 1745 (1991).
- MacDiarmid, A.J.; Epstein, A.J., "The Concept of Secondary Doping as Applied to Polyaniline," Synth. Met., 65, 103 (1994).
- MacDiarmid, A.G., Zhou, Y., Feng, J., Furst, G.T., and Shedlow, A.M., "Isomers and Isomerization Processes in Poly-Anilines," Proc. ANTEC '99, Soc. Plastics Engr., 2, 1563 (1999).
- MacDiarmid, A.G., Norris, I.D., Jones, J.W.E., El-Sherif, M.A., Yuan, J., Han, B. and Ko, F.K., "Polyaniline Based Chemical Transducers with Sub-micron Dimensions," Polymeric Mat. Sci. & Eng., 83, 544 (2000).
- Norris, I.D., Shaker, M.M., Ko, F.K., and MacDiarmid, A.G., "Electrostatic Fabrication of Ultrafine Conducting Fibers: Polyaniline/Polyethylene Oxide Blends," Synth. Met., 114, 2 (2000).
- MacDiarmid, A.G., Jones, J.W.E., Norris, I.D., Gao, J., Johnson, J.A.T., Pinto, N.J., Hone, J., Han, B., Ko, F.K., Okuzaki, H., and Llaguno, M., "Electrostatically-Generated Nanofibers of Electronic Polymers," Synth. Met., 119, 27-30 (2001).
- Shimano, J.Y., and MacDiarmid, A.G., "Phase Segregation in Polyaniline: A Dynamic Block Copolymer," Synth. Met., 119, 365-366 (2001).
- Wang, P.C., and MacDiarmid, A.G., "Dependency of Properties of In Situ Deposited Polypyrrole Films on Dopant Anion and Substrate Surface," Synth. Met., 119, 267-268 (2001).
- Hohnholz, D., and MacDiarmid, A.G., "Line Patterning of Conducting Polymers: New Horizons for Inexpensive, Disposable Electronic Devices," Synth. Met., 121, 1327-1328 (2001).
- Premvardhan, L., Peteanu, L.A., Wang, P.-C., and MacDiarmid, A.G., "Electronic Properties of the Conducting Form of Polyaniline from Electroabsorption Measurements," Synth. Met., 116, 157-161 (2001).
- MacDiarmid, A.G. "Twenty-five Years of Conducting Polymers". Chem. Comm., 1-4 (2003).
- Tanner, D.B.; Doll, G.L.; Rao, A.M.; Eklund, P.C.; Arbuckle, G.A.; MacDiarmid, A.G. "Optical properties of potassium-doped polyacetylene". Synth. Met., 141, 75-79 (2004).
- Hohnholz, D.; Okuzaki,H.; MacDiarmid, A.G. "Plastic electronic devices through line patterning of conducting polymers". Adv. Funct. Mater., 15, 51-56 (2005).
- Venancio, E.C; Wang, P-C.; MacDiarmid, A.G. "The Azanes: A Class of Material Incorporating Nano/Micro Self-Assembled Hollow Spheres Obtained By Aqueous Oxidative Polymerization of Aniline". Synth. Met., 156, 357 (2006).
- MacDiarmid, A.G.; Venancio, E.C. "Agrienergy (Agriculture/Energy): What Does the Future Hold?". Experimental Biology and Medicine., 231, 1212 (2006).